# Gonioscelis zulu
Gonioscelis zulu là một loài ruồi trong họ Asilidae. Gonioscelis zulu được Londt miêu tả năm 2004. Loài này phân bố ở vùng nhiệt đới châu Phi.